# Daun Penh

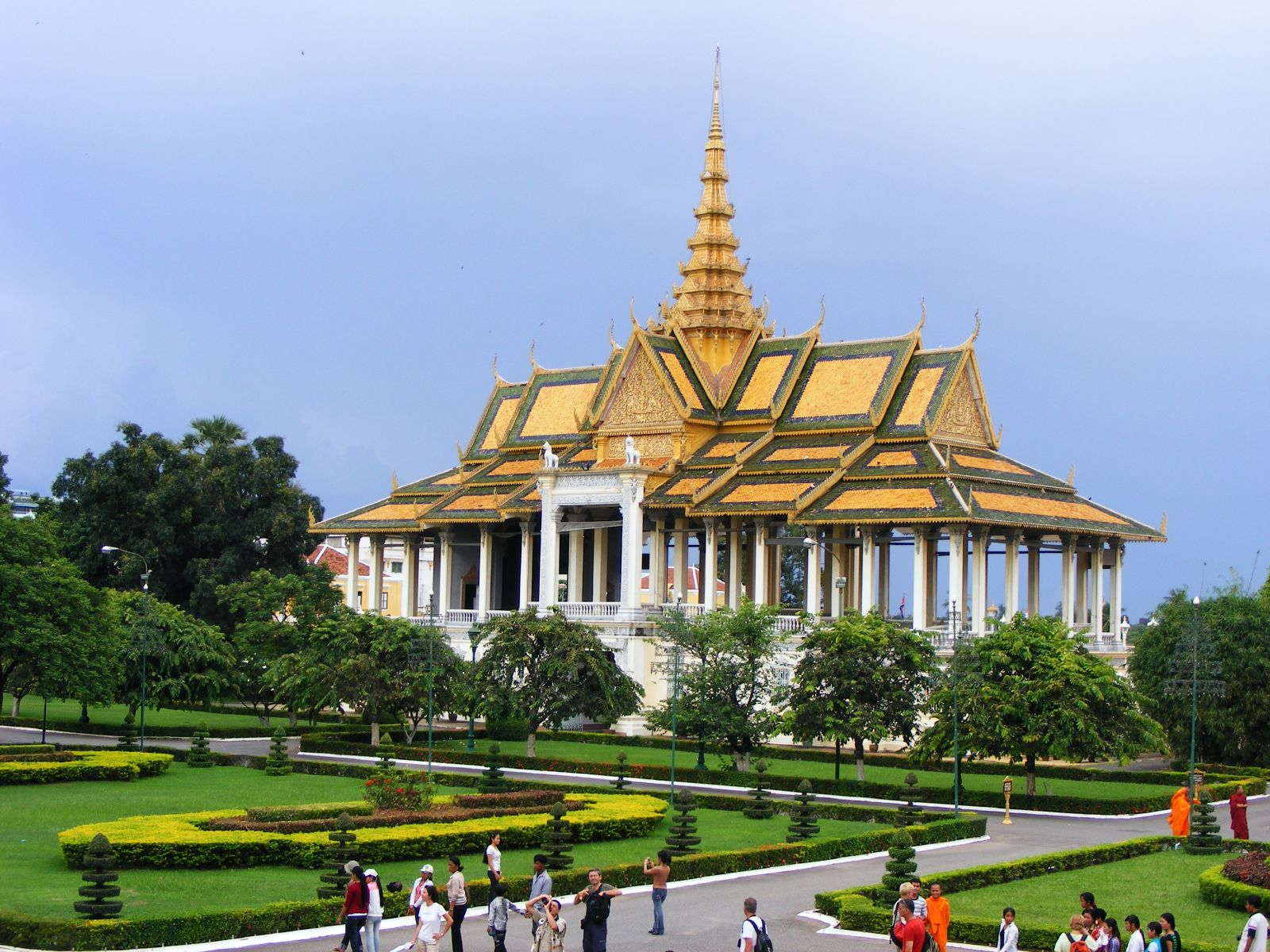
O Palácio Real de Phnom Penh está localizado no distrito de Daun Penh.

Daun Penh é um dos nove distritos (Khan) da cidade de Phnom Penh, capital do Camboja. O distrito possui uma área de 7,44 km² e está situado na região central de Phnom Penh. É subdividido em 11 Sangkats e 134 Kroms. De acordo com o censo do Camboja de 2010, tinha uma população de 126.550 habitantes.
Muitas grandes empresas em Phnom Penh, como o Sorya Shopping Center e Mokod Pich Jóias, estão localizados no distrito. Daun Penh é o centro comercial de Phnom Penh, marcado pela arquitetura art deco e várias estradas principais que emanam e passam perto dos pontos principais da cidade.